# Шерман, Олсон
О́лсон Ше́рман (англ. Alson Sherman; 21 апреля 1811 года — 27 сентября 1903 года) — американский политик, мэр Чикаго в 1844—1845 годах. Выступал как независимый демократ.
Олсон Шерман владел первым лесопильным заводом в Чикаго. В течение трёх лет, прежде чем был избран мэром, занимал должность начальника пожарной части города. На посту главы города особое внимание уделял приобретение пожарного оборудования для городских нужд. В 1850 году стал одним из попечителей Северо-Западного университета. В 1870-х годах во время разработок и поиска мрамора в Лемонте сыграл важную роль в развитии этого производства.
Похоронен на кладбище «Оуквуд» в Уокигане, штат Иллинойс.